# Morti nel 2000/Marzo
| Questa pagina contiene informazioni ricavate automaticamente dalle voci biografiche con l'ausilio del template Bio e di un bot. L'aggiornamento è periodico e automatico e ricostruisce completamente la pagina. Se manca una persona in questa lista, sei pregato di non aggiungerla, ma accertati piuttosto che la sua voce biografica contenga il template Bio e che i dati anagrafici siano correttamente compilati. Se il template Bio manca, inseriscilo tu stesso o, in alternativa, metti l'avviso {{tmp\|Bio}} che ne segnala la mancanza. Se i dati riportati sono sbagliati, correggi direttamente la voce biografica; le modifiche saranno visibili in questa lista entro pochi giorni. Per chiarimenti vedi il progetto biografie. La lista contiene solo le 94 persone che sono citate nell'enciclopedia e per le quali è stato implementato correttamente il template Bio. Pagina aggiornata al 18 giu 2025. |

- 1º marzo - Castellina, fisarmonicista italiano (n. 1920)
- 2 marzo - Audun Boysen, mezzofondista norvegese (n. 1929)
- 2 marzo - Jack King, pallanuotista australiano (n. 1910)
- 2 marzo - Corrado Rollero, pianista, compositore e poeta italiano (n. 1969)
- 2 marzo - Sandra Schmirler, giocatrice di curling canadese (n. 1963)
- 3 marzo - Toni Ortelli, alpinista, direttore di coro e compositore italiano (n. 1904)
- 3 marzo - Nicole van Goethem, animatrice e illustratrice belga (n. 1941)
- 5 marzo - Lolo Ferrari, attrice, attrice pornografica e ballerina francese (n. 1963)
- 5 marzo - Roma Mitchell, politica, avvocato e giurista australiana (n. 1913)
- 5 marzo - Daniel Yanofsky, scacchista e avvocato canadese (n. 1925)
- 6 marzo - Gianni Carchia, filosofo italiano (n. 1947)
- 6 marzo - Jean Curtillet, nuotatore francese (n. 1942)
- 6 marzo - Maurizio Frusoni, tenore italiano (n. 1941)
- 6 marzo - Mirko Drazen Grmek, scrittore croato (n. 1924)
- 6 marzo - Roberto Nobili, medico italiano (n. 1955)
- 7 marzo - Charles Gray, attore britannico (n. 1928)
- 7 marzo - William Donald Hamilton, biologo britannico (n. 1936)
- 7 marzo - Oleksandr Klymenko, pesista ucraino (n. 1970)
- 7 marzo - Edward Hirsch Levi, politico statunitense (n. 1911)
- 7 marzo - Hirokazu Ninomiya, allenatore di calcio e calciatore giapponese (n. 1917)
- 7 marzo - Mario Russo, pittore italiano (n. 1925)
- 7 marzo - Massimo Urbano, carabiniere italiano (n. 1972)
- 8 marzo - Bruno Beccaria, ingegnere, dirigente d'azienda e imprenditore italiano (n. 1915)
- 8 marzo - Marcella De Palma, giornalista e conduttrice televisiva italiana (n. 1956)
- 8 marzo - Joe Mullaney, cestista e allenatore di pallacanestro statunitense (n. 1925)
- 8 marzo - Vasco Oliveira, calciatore portoghese (n. 1922)
- 8 marzo - Vilho Ylönen, tiratore a segno finlandese (n. 1918)
- 9 marzo - Usha Kiran, attrice indiana (n. 1929)
- 9 marzo - Ivo Robić, cantautore croato (n. 1923)
- 10 marzo - Judith Barrett, attrice statunitense (n. 1909)
- 10 marzo - Barbara Cooney, scrittrice e illustratrice statunitense (n. 1917)
- 10 marzo - Bruno Micheloni, calciatore italiano (n. 1925)
- 10 marzo - William Porter, ostacolista statunitense (n. 1926)
- 10 marzo - John Sladek, scrittore statunitense (n. 1937)
- 11 marzo - Kazimierz Brandys, scrittore polacco (n. 1916)
- 11 marzo - Carlo Alberto Galluzzi, politico italiano (n. 1919)
- 11 marzo - Edgar Charles Polomé, linguista e storico delle religioni belga (n. 1920)
- 11 marzo - Tat'jana Proročenko, velocista sovietica (n. 1952)
- 11 marzo - Alfred Schwarzmann, ginnasta tedesco (n. 1912)
- 12 marzo - Ignazio Kung Pin-mei, cardinale e vescovo cattolico cinese (n. 1901)
- 12 marzo - Christiane Moreau, cestista e pallamanista francese (n. 1906)
- 12 marzo - Aza Nikolić, cestista e allenatore di pallacanestro jugoslavo (n. 1924)
- 12 marzo - Mack Robinson, velocista statunitense (n. 1912)
- 12 marzo - Sergio Romiti, pittore italiano (n. 1928)
- 13 marzo - Michele Cordaro, storico dell'arte, critico d'arte e saggista italiano (n. 1943)
- 13 marzo - Rex Everhart, attore e doppiatore statunitense (n. 1920)
- 13 marzo - Cesare Peverelli, pittore italiano (n. 1922)
- 13 marzo - Carlo Tagnin, calciatore e allenatore di calcio italiano (n. 1932)
- 15 marzo - Domingo Bárcenas, cestista, pallamanista e allenatore di pallamano spagnolo (n. 1927)
- 16 marzo - Herta Bothe, militare tedesca (n. 1921)
- 16 marzo - Thomas Ferebee, militare statunitense (n. 1918)
- 16 marzo - Libero Mazza, prefetto e politico italiano (n. 1910)
- 16 marzo - Phil Terranova, pugile statunitense (n. 1919)
- 17 marzo - Jerry Dover, cestista statunitense (n. 1949)
- 18 marzo - Giovanni Tassoni, antropologo italiano (n. 1905)
- 18 marzo - Francisco Virgos Baello, calciatore spagnolo (n. 1920)
- 19 marzo - Egon Jönsson, calciatore svedese (n. 1921)
- 19 marzo - Vittorio Marulli, ammiraglio italiano (n. 1922)
- 19 marzo - Mario Zanasi, baritono italiano (n. 1927)
- 20 marzo - Jean Howard, attrice statunitense (n. 1910)
- 20 marzo - Ramon Mitra Jr., politico, diplomatico e attivista filippino (n. 1928)
- 20 marzo - Zayd Mutee' Dammaj, scrittore e politico yemenita (n. 1943)
- 21 marzo - Hocine Gacemi, calciatore algerino (n. 1974)
- 21 marzo - Jimmy James Ross, cantante statunitense (n. 1935)
- 22 marzo - Carlo Parola, allenatore di calcio e calciatore italiano (n. 1921)
- 22 marzo - Remigio Ragonesi, arcivescovo cattolico italiano (n. 1921)
- 23 marzo - Antony Padiyara, cardinale indiano (n. 1921)
- 23 marzo - Udham Singh, hockeista su prato indiano (n. 1928)
- 24 marzo - Bert Duncanson, hockeista su ghiaccio canadese (n. 1911)
- 24 marzo - George Kirby, allenatore di calcio e calciatore inglese (n. 1933)
- 24 marzo - Kazuo Komatsubara, animatore e character designer giapponese (n. 1943)
- 24 marzo - Carlo Tuzii, regista, sceneggiatore e produttore televisivo italiano (n. 1931)
- 25 marzo - Paul Călinescu, regista e sceneggiatore rumeno (n. 1902)
- 25 marzo - Jim Cash, sceneggiatore statunitense (n. 1941)
- 25 marzo - Eduardo Enrique Rodríguez, calciatore argentino (n. 1918)
- 26 marzo - Alfredo Bruniera, arcivescovo cattolico italiano (n. 1906)
- 26 marzo - Marcello Camilucci, critico letterario e scrittore italiano (n. 1910)
- 26 marzo - Alex Comfort, medico e scrittore britannico (n. 1920)
- 26 marzo - Edgardo Egaddi, pianista, direttore di coro e compositore italiano (n. 1925)
- 26 marzo - Enzo Giacchero, partigiano e politico italiano (n. 1912)
- 26 marzo - Karel Thole, disegnatore e illustratore olandese (n. 1914)
- 27 marzo - Ian Dury, cantautore e attore britannico (n. 1942)
- 28 marzo - Christian Norberg-Schulz, architetto norvegese (n. 1926)
- 28 marzo - Anthony Powell, scrittore britannico (n. 1905)
- 28 marzo - Jurij Tarasov, calciatore ucraino (n. 1960)
- 29 marzo - Anna Sokolow, ballerina e coreografa statunitense (n. 1910)
- 30 marzo - George Batchelor, matematico e fisico australiano (n. 1920)
- 30 marzo - Hjalmar Bergström, fondista svedese (n. 1907)
- 30 marzo - Rudolf Kirchschläger, diplomatico e politico austriaco (n. 1915)
- 30 marzo - Mihrimah Sultan, principessa ottomana (n. 1923)
- 30 marzo - Valiano Natali, tenore italiano (n. 1918)
- 30 marzo - Dario Rossetti, partigiano italiano (n. 1922)
- 30 marzo - Noris Siliprandi, biochimico italiano (n. 1919)
- 31 marzo - Gisèle Freund, fotografa francese (n. 1908)